# Rivières (Charente)
Rivières – miejscowość i gmina we Francji, w regionie Nowa Akwitania, w departamencie Charente.
Według danych na rok 1990 gminę zamieszkiwało 1 587 osób, a gęstość zaludnienia wynosiła 74 osoby/km² (wśród 1467 gmin regionu Poitou-Charentes, Rivières plasuje się na 177. miejscu pod względem liczby ludności, natomiast pod względem powierzchni na miejscu 348.).